# Chikkaharanahalli, Krishnarajpet
Chikkaharanahalli là một làng thuộc tehsil Krishnarajpet, huyện Mandya, bang Karnataka, Ấn Độ.